# 佐々目郷
佐々目郷（ささめごう）は、中世に武蔵国足立郡（現埼玉県）にあった郷。笹目郷・篠目郷とも。鶴岡八幡宮領。

## 歴史
現埼玉県さいたま市南西部から戸田市西部にあたる。鶴岡八幡宮寺供僧次第には1293年に佐々目郷地頭方を鶴岡八幡宮に寄進したとあり、これが初見となっている。

## 所属村
- 沼影村
- 笹目村
- 美女木村
- 内谷村
- 曲本村